# GUAM

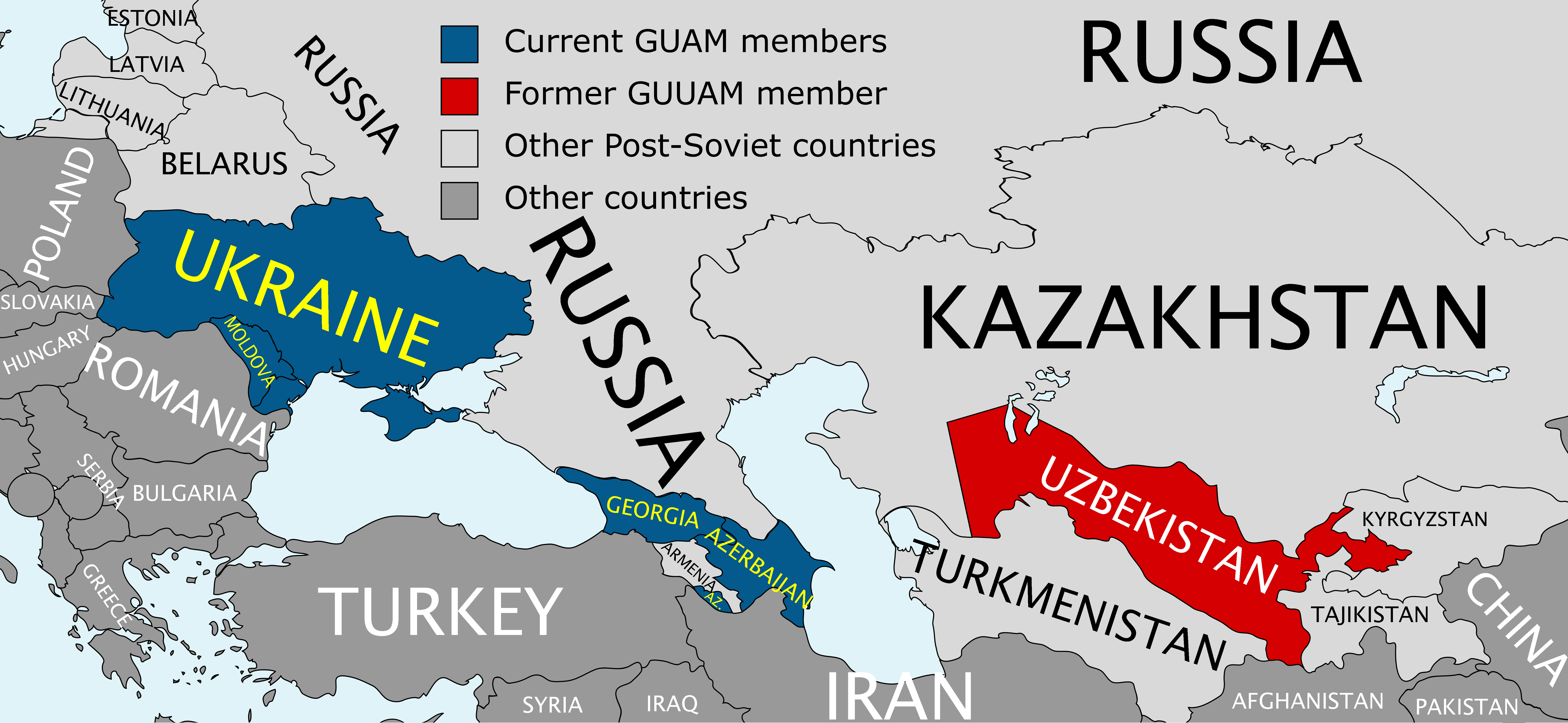
Membrii organizației

GUAM este o inițiativă regională din patru state, denumirea ei provine de la inițialele statelor fondatoare: Georgia, Ucraina, Republica Azerbaidjan și Republica Moldova. Inițial, erau cinci state (Uzbekistan), iar această organizație se numea GUUAM.
Crearea forumului consultativ din 4 state (Georgia, Ucraina, Republica Azerbaidjan și Republica Moldova) a avut loc la 10 octombrie 1997 în Strasbourg, în timpul Summit-ului Consiliului Europei, unde a fost adoptat Comunicatul Comun al întrevederii celor patru Președinți. În acest document Președinții au remarcat necesitatea dezvoltării cooperării cvadrilaterale pentru întărirea stabilității și securității în Europa bazându-se pe următoarele principii: 
- respectarea suveranității;
- integritatea teritorială;
- inviolabilitatea hotarelor statului;
- democrației;
- supremației legii și respectării drepturilor omului.

Comunicatul de la Strasbourg prevede în mod formal apropierea politică crescândă și intensificarea practică a cooperării între aceste state în mai multe domenii atât pe arena internațională cât și în relațiile bilaterale.
La 24 aprilie 1999, în cadrul Întrunirii la nivel înalt a Consiliului Parteneriatului Euroatlantic la Washington a avut loc întâlnirea Președinților statelor GUAM și Uzbekistan. La întâlnirea Președinților GUAM a fost aprobată Declarația de la Washington. Formatul forumului a fost schimbat în GUUAM. 
La 6 noiembrie 2002, Președinții statelor GUUAM s-au întrunit într-o nouă componență. Memorandumul de la New York a dat un impuls intensificării cooperării în cadrul GUUAM, asigurând un caracter multidimensional al Organizației. Mai mult decât atât, a fost luată decizia de organizarea a Summit-lor Șefilor de stat și a întrunirilor Miniștrilor Afacerilor Externe GUUAM în mod regulat. În același timp Comitetul Coordonatorilor Naționali a primit funcția de coordonare a acțiunilor. Crearea condițiilor pentru contactele interramurale și legăturilor directe între organele statale corespunzătoare și organele statelor GUUAM a constituit baza cooperării. Funcționarea eficientă a coridoarelor de transport Europa – Caucaz – Asia și dezvoltarea infrastructurii sale au fost declarate ca prioritățile de bază. 
Prima întâlnire la vârf a Șefilor de stat GUUAM a avut loc pe 7 iunie 2001, care a devenit cel mai important eveniment în crearea și instituționalizarea acestui grup regional în calitate de organizație regională. Carta GUUAM de la Ialta care a fost semnată de către Președinți în timpul Summit-ului stabilește scopurile, principiile și sferele de colaborare a Statelor membre. Principiile structurii organizaționale stabilite de Cartă au inițiat funcționarea practica a mecanismului de cooperare între statele participante și a reușit deja să-și demonstreze eficiența. Conform Cartei de la Ialta țările dețin președinția în cadrul Organizației în ordinea alfabetică.
A doua întâlnire la vârf a GUUAM a avut loc pe 20 iulie 2002. 

## Structura organizațională:
Organul Suprem al GUUAM este Reuniunea anuală a Președinților statelor membre GUUAM;
Organul Executiv al GUUAM îl reprezintă Consiliul Miniștrilor Afacerilor Externe, care are loc de regulă de două ori pe an;
Organul de Lucru GUUAM este Comitetul Coordonatorilor Naționali în componența căruia intră Coordonatori Naționali desemnați de către Miniștrii Afacerilor Externe, câte unul din partea fiecărui stat membru;
Oficiul informațional în or. Kiev (Ucraina) exercită funcția secretariatului și de asemenea este Centrul Informațional GUUAM;
Coordonarea cooperării între statele GUUAM la nivel ramural este exercitată de 8 Grupuri de Lucru în următoarele domenii: 
1. energetică;
2. transport;
3. economie și comerț;
4. informatică și telecomunicații;
5. cultură și educație;
6. turism;
7. lupta împotriva terorismului;
8. crima organizată și traficul de droguri;

La 6 decembrie 2002, în or. Porto a avut loc cea de-a doua ședință a Consiliului Miniștrilor Afacerilor Externe (CMAE) GUUAM. CMAE a examinat întrebarea despre determinarea statelor-coordonatoare ale Grupurilor de lucru ramurale ale GUUAM pe principalele direcții de colaborare și a aprobat în calitate de stat-coordonator al Grupurilor de lucru:
- pentru combaterea terorismului, crimei organizate și traficului ilicit de droguri - Republica Azerbaidjan;
- pe problemele culturii - Georgia;
- pe problemele științei și învățământului - Georgia;
- pe problemele informaticii și telecomunicațiilor- Republica Moldova;
- pe problemele economiei și comerțului – Ucraina.

## Prioritățile cooperării
Prioritățile cooperării în cadrul GUUAM au fost stabilite în Carta de la Ialta: 
•	întărirea și extinderea relațiilor comercial-economice;
•	dezvoltarea infrastructurii coridoarelor de transport, prin armonizarea bazei legislative și instituționale în acest domeniu și racordarea termenilor tarifari și vamali, pentru ca acestea să corespundă cu standardele internaționale;
•	securitatea internațională;
•	lupta cu terorismul internațional, crima organizata, migrarea ilegală și traficul de droguri;

### Cooperarea în cadrul organizațiilor internaționale
Cooperarea delegațiilor țărilor GUUAM în cadrul organizațiilor internaționale, în mod special în cadrul ONU se realizează în mod sistematic, care include consultări sistematice cu scopul discutării problemelor actuale care vizează interesele țărilor GUUAM, precum și elaborarea pozițiilor comune pe aceste probleme. 
A fost stabilit un mecanism de președinție a delegațiilor naționale ale țărilor GUUAM în organizațiile internaționale. Intensificarea și aprofundarea acestei forme de cooperare a statelor GUUAM contribuie la o coordonare mai eficientă a pozițiilor și eforturilor fiecăruia dintre state, realizându-și interesele naționale în activitatea organizațiilor internaționale. 

### Cooperarea pe sfere dintre statele GUUAM
•	economică: în prim-planul cooperării economice se află resursele energetice și proiectele de infrastructură. O atenție deosebită se va acorda eforturilor de armonizare a standardelor în materie de transport și tranzitare, pentru a se facilita circuitul resurselor energetice și al mărfurilor pe teritoriul acestor state. Chiar dacă această măsură a fost preconizată pentru 2001, este improbabil că se va lua o decizie privind instituirea unei zone de liber schimb GUUAM. Realizarea unor compromisuri în legătură cu armonizarea prevederilor din domeniul economic va fi dificilă din cauza diferențelor considerabile dintre state. Un alt impediment constă în faptul că numai Georgia și Moldova sunt membri în Organizația Mondială a Comerțului, pe când celelalte trei state GUUAM nu vor adera în anul 2002 la OMC. 
•	politică: nu se poate vorbi despre constituirea unei organizații internaționale veritabile, nici a unui mecanism de consultații sau de integrare. GUUAM nu este o structură care ar putea servi, pe termen lung, interesele pur politice ale statelor membre. Prioritățile politice ale statelor GUUAM sunt prea diferite. Statele vor prefera rezolvarea intereselor lor în afara structurii regionale GUUAM. Moldova și Ucraina, care își declară dorința de a se integra în structurile europene, vor prefera să poarte un dialog bilateral cu UE (Moldova mai are posibilitatea sa o facă și în cadrul Pactului de Stabilitate pentru Europa de Sud-Est). Același lucru îl putem afirma și în privința relațiilor dintre statele-membre GUUAM și Federația Rusă. Acestea vor fi mai curând bilaterale sau multilaterale în cadrul CSI, decât niște relații GUUAM-Rusia. 
•	militară și de securitate: nu se vor dezvolta relații militare multilaterale în cadrul GUUAM. Republica Moldova, stat neutru, se va opune oricăror încercări de a se lansa o dimensiune militară sau de securitate în GUUAM, cum ar fi crearea unor trupe de pacificare sau constituirea unui centru antitero GUUAM (ambele probleme au fost abordate anterior). În schimb relațiile militare pe axa Ucraina-Georgia-Uzbekistan se vor dezvolta. Se va observa o cooperare militară dintre statele GUUAM în cadrul programului NATO – Parteneriat pentru Pace. Un alt factor demn de luat în seamă este dialogul în probleme de securitate dintre UE și Ucraina, și participarea eventuală a Kievului la Forța de Reacție Rapidă, realizată în cadrul Politicii Europene de Securitate și Apărare, declarată operabilă la summit-ul UE de la Laeken în decembrie 2001. Nu este exclusă o apropiere în sfera militară și de securitate dintre statele GUUAM și Acordul privind Securitatea Colectivă CSI (Rusia, Belarus, Armenia, Kazahstan, Kârgâzstan și Tadjikistan). Totuși este necesar să menționăm că realizarea obiectivelor economice ale GUUAM nu se poate imagina fără o cooperare în problemele de securitate dintre statele membre - fie bilaterală, fie în cadrul GUUAM, fie în cadrul unor foruri europene sau euro-atlantice. Existența unor coridoare de transport strategice necesită în mod obligatoriu niște mecanisme viabile de menținere a securității acestora, în special dacă este vorba de țări care nu își controlează integral teritoriul. Prin urmare, teza invocată cu obstinație de către autoritățile de la Chișinău, că Moldova participă numai la proiectele economice ale GUUAM și nu va admite apariția unei dimensiuni de securitate în GUUAM, nu face decât să reducă din credibilitatea RM. Menționăm că cooperarea în sfera securității (nu a apărării) nu afectează statutul de neutralitate al republicii; cu atât mai mult cu cât această cooperare poate fi realizată și în cadrul unor organisme mai largi, la care participă Moldova - OSCE, Parteneriatul pentru Pace, CSI etc.
•	umanitară: este destul de interesant faptul ca GUUAM capătă și o anumită dimensiune umanitară. Această sferă este aproape inexistentă pe agenda guvernelor, însă anumite inițiative de dialog între structuri ale societății civile ar putea fi susținute de către Occident. În anii 2000-2001 au avut loc o serie de astfel de întrevederi între ONG-uri. Totuși acest domeniu nu va cunoaște o dezvoltare notabilă.
Cooperarea cu alte țări și organizații internaționale
Statele membre GUUAM sunt cointeresate în dezvoltarea multidimensională cu alte state și organizații internaționale care își pronunță interesul pentru activitatea GUUAM și împărtășesc principiile și scopurile stabilite în Carta GUUAM de la Ialta. În aceste scopuri în cadrul GUUAM se formează institutul observatorilor pentru țările și organizațiile cointeresate. În mod special GUUAM are relații strânse de cooperare cu SUA și în prezent încearcă intensificarea cooperării cu Uniunea Europeană. 
Lupta cu terorismul internațional
Lupta cu terorismul internațional, crima organizată și traficul de droguri au fost stabilite ca scopuri cheie în colaborarea din cadrul GUUAM. Începând cu noiembrie 1999 (Sesiunea 54 a Asambleei Generale ONU) a fost introdusă practica răspândirii declarațiilor comune asupra problemelor de luptă contra terorismul din partea statelor GUUAM în cadrul celui de-al 6-lea Comitet a Asambleei Generale ONU și a altor structuri ONU. 
Evenimentele care au avut loc pe 11 septembrie în SUA au demonstrat în mod clar necesitatea întreprinderii de către comunitatea internațională a unor măsuri comune în scopul luptei cu terorismul internațional. Statele GUUAM au susținut acțiunile coaliției internaționale antiteroriste semnând o declarație comună prin care au condamnat actele teroriste îndreptate spre subminarea stabilității și securității internaționale. Pe parcursul întrunirilor Miniștrilor Afacerilor Externe care au avut loc pe 14 noiembrie 2001 în New York în contextul GUUAM și GUUAM-SUA au fost aprobate un șir de decizii politice, care vizează problemele dezvoltării în continuare a cooperării multilaterale a statelor GUUAM în particular referitor la activizarea eforturilor pentru realizarea măsurilor în cadrul strategiei complexe a acțiunilor comune a statelor GUUAM în lupta cu terorismul.
Astfel, GUUAM cooperarează cu NATO. Această cooperare a început să se accelereze din decembrie 2002 cu un program de dezvoltare a pieței și a controlului vamal în combaterea crimei organizate și a traficului de droguri. În mai 2003 este adoptat un proiect între aceste două părți. Ca rezultat SUA a acordat 46 milioane de dolari în susținerea de bază a proiectului. Unele din punctele forte ale acestuia au fost: 
1.	Antrenarea unităților mobile anti-teroriste în apărarea și combaterea terorismului; 
2.	Dezvoltarea centrelor de schimburi de informație desemnate cu scopul combaterii terorismului, crimei organizate și a traficului de droguri;
3.	Crearea unei Adunări Parlamentare GUAM. 
De asemenea țările care fac parte din GUUAM au o așezare strategică în Bazinul Caspic și Marea Neagra, aceasta a fost o zonă de intens interes geopolitic în competiția dintre Washington și Moscova (interes energetic, transporturilor). Așadar, scopul prezent a SUA este de a menține GUUAM ca pe o structura activă și în funcțiune. Dintre statele GUUAM, Ucraina este în vizorul principal de interes a SUA.

### InteresulSUAșiUEpentru GUUAM
Nu încape îndoială, capacitatea GUUAM de a supraviețui și de a se dezvolta este direct proporțională cu interesul SUA și UE în regiunea respectivă. De aceea, acest interes ar trebui să fie susținut de țările membre GUUAM. Inițial, interesul respectiv se baza pe posibilitatea dezvoltării așa-zisului “Coridor de transport Europa-Caucaz-Marea Caspică” , o eventuală restaurație a “Drumului Mătăsii”, care deschidea accesul spre regiunile bogate cu hidrocarburi ale Asiei Mijlocii. Incapacitatea anterioară a statelor membre GUUAM de a atinge scopurile declarate și deci de a menține interesul SUA și UE pentru această organizație regională se încearcă acum a fi depășită prin imprimarea unor noi valențe acesteia.
Invitarea la întâlnirea la vărf a GUUAM de la Chișinău a reprezentanților Bulgariei, României, Ungariei, Poloniei, Țărilor Baltice etc. deschide perspective pentru depășirea cooperării în cadrul GUUAM prin atragerea interesului față de proiecte geopolitice mult mai ample, precum bazinul Mării Negre și cooperarea Marea Baltică - Marea Neagră, arealuri care reprezinte verigi de conexiune a Occidentului cu Asia Mijlocie. Anume față de aceste perspective ar putea exista un interes sporit al SUA și UE.
Chiar dacă interesele economice ale SUA și UE în regiune țin de o perspectivă mai îndepărtată, totuși interesul pentru stabilitate politică și securitate ar trebui să fie unul extrem de profilat, dat fiind faptul că traficul și migrația ilegale în regiune reprezintă o amenințare comună.

### Percepția și interesul Rusiei de a se opune dezvoltării GUUAM
Autoritățile și experții din Rusia au avut de la bun început o atitudine negativă față de GUUAM, văzând în această organizație regională o amenințare la interesele sale politice, economice și de securitate din spațiul post-sovietic. Tocmai de aceea Rusia a întreprins cele mai variate măsuri, soldate cu succes, pentru a demonstra lipsa de viabilitate a GUUAM din punct de vedere economic. Recenta implicare în alegerile din Ucraina și R. Moldova a demonstrat că Rusia și-a dorit foarte mult și menținerea controlului politic în regiune prin metode foarte specifice. Totuși, cea mai mare îngrijorare a trezit-o eventuala creare a unui sistem de securitate colectivă în regiunea GUUAM. Aceste suspiciuni au fost alimentate de faptul că Ucraina și RM nu au aderat vreodată la Acordul de Securitate Colectivă a CSI, iar Georgia, Azerbaidjan și Uzbekistan au părăsit această structură de securitate. Îndeosebi, experții ruși sunt îngrijorați de intențiile declarate ale Ucrainei și Georgiei de a deveni în perspectivă membri NATO. Deși nimeni nu-și face iluzii în privința pregătirii și eventualelor termene de aderare a acestor țări la NATO, totuși posibilitatea unei cooperări intermediare dintre un eventual sistem colectiv de securitate GUUAM cu structurile euroatlantice nu este exclusă. Cu atât mai mult acest gen de eventuală cooperare nu este dorită de Rusia. Acesta mai cu seamă că, așa cum s-a menționat, GUUAM este singura structură regională din spațiul CSI din care Rusia nu face parte, iar intenția anunțată a GUUAM de a coopera pentru asigurarea stabilității în bazinul Mării Negre și în regiunea Marea Neagră - Marea Baltică, regiuni în care s-a extins recent NATO și UE, doar alimentează suspiciunile Rusiei că noii membri ai NATO și UE ar putea deveni avocați puternici ai intereselor țărilor GUUAM în raporturile cu Washington și Bruxelles. 
Reacțiile de răspuns ale Rusiei s-au remarcat deja. Este vorba despre susținerea intenției “internaționalei separatiste” constituite din Transnistria, Abhazia și Osetia de Sud de a constitui o alianță militară pentru a contracara eventualele efecte integraționiste din GUUAM. De asemenea, Rusia recurge la aplicarea indirectă (recentul caz al R. Moldova) a “sancțiunilor economice” prin interzicerea importului de produse agricole sau alimentare din motive de securitate veterinară sau fitosanitare. Însă experiența anterioară a demonstrat că susținerea separatismului și aplicarea “sancțiunilor economice” pot avea efecte contradictorii și provoca efecte contrare intereselor Rusiei.